# Леонфорте
Леонфорте (итал. Leonforte) — коммуна в Италии, располагается в регионе Сицилия, подчиняется административному центру Энна.
Население составляет 14 046 человек (на 2004 г.), плотность населения составляет 170 чел./км². Занимает площадь 83 км². Почтовый индекс — 94013. Телефонный код — 0935.
Покровительницей коммуны почитается Пресвятая Богородица (Madonna del Carmelo). Праздник ежегодно празднуется 16 августа.